# Acritus insipiens
Acritus insipiens är en skalbaggsart som beskrevs av Sylvain Auguste de Marseul 1879. Acritus insipiens ingår i släktet Acritus och familjen stumpbaggar. Inga underarter finns listade i Catalogue of Life.